# Bầu cử lập pháp Åland 2023
Cuộc bầu cử Quốc hội được tổ chức tại Åland vào ngày 15 tháng 10 năm 2023 để bầu ra 30 nghị sĩ Quốc hội cho nhiệm kỳ bốn năm.

## Kết quả
|                             |                             |           |        |        |     |     |
| Đảng                        | Đảng                        | Phiếu bầu | %      | +/–    | Ghế | +/– |
|                             | Tự do cho Åland             | 4.204     | 29.93  | +10.27 | 9   | +3  |
|                             | Åland Centre                | 2.983     | 21.24  | –6.60  | 7   | –2  |
|                             | Liên minh Không liên kết    | 2.150     | 15.31  | +1.74  | 5   | +1  |
|                             | Dân chủ Xã hội Åland        | 1.801     | 12.82  | +3.62  | 4   | +1  |
|                             | Liên minh Ôn hòa cho Åland  | 1.761     | 12.54  | –1.26  | 4   | 0   |
|                             | Sáng kiến Bền vững          | 720       | 5.13   | –3.20  | 1   | –1  |
|                             | Tương lai của Åland         | 403       | 2.87   | –1.80  | 0   | –1  |
|                             | Độc lập                     | 22        | 0.16   | Mới    | 0   | Mới |
| Tổng cộng                   | Tổng cộng                   | 14.044    | 100.00 | –      | 30  | 0   |
|                             |                             |           |        |        |     |     |
| Phiếu bầu hợp lệ            | Phiếu bầu hợp lệ            | 14.044    | 97.63  |        |     |     |
| Phiếu bầu không hợp lệ      | Phiếu bầu không hợp lệ      | 341       | 2.37   |        |     |     |
| Tổng cộng phiếu bầu         | Tổng cộng phiếu bầu         | 14.385    | 100.00 |        |     |     |
| Cử tri phiếu bầu đã đăng ký | Cử tri phiếu bầu đã đăng ký | 21.279    | 67.60  |        |     |     |
| Nguồn: Val                  |                             |           |        |        |     |     |